# Daniel Ruiz-Bazán Justa
Daniel Ruiz-Bazán Justa (Sopuerta, Biscaia, 28 de juny de 1951), conegut com en el món del futbol com a Dani, és un exfutbolista basc que jugava com a davanter. Va jugar gairebé tota la seva carrera esportiva a l'Athletic Club (va jugar cedit dues temporades en el Barakaldo CF). Dani, un dels màxims golejadors de la història de l'Athletic, amb 199 gols en total, va jugar 402 partits en dotze temporades. Va ser internacional amb la selecció espanyola.

## Trajectòria
Dani va començar jugant en les categories inferiors del Sodupe CF fins al 1969, quan va passar a formar part de les categories inferiors del CD Getxo. L'any següent va fitxar pel juvenil del CD Villosa i d'aquest va saltar al filial del Bilbao Athletic, en el qual va jugar 33 partits en la tercera divisió espanyola, marcant 8 gols.
La temporada següent va ser cedit al Barakaldo CF de segona divisió, on va jugar dues temporades, va disputar 65 partits i va marcar 9 gols.
Finalment, en la temporada 1974-75, va passar a formar part de la primera plantilla de l'Athletic Club. En aquest club va jugar la resta de la seva carrera esportiva.
Va debutar a primera divisió el 29 de setembre de 1974 en la derrota del seu equip al camp del València CF per 3-0.
La temporada 1976-77, l'Athletic va arribar a la final de Copa de la UEFA, però va perdre-la davant de la Juventus de Torí.
Dani va guanyar dues lligues, una copa del Rei i un supercopa d'Espanya amb el seu equip, ja a principis de la dècada dels vuitanta, quan ja no era titular indiscutible, davant l'auge de figures com Manuel Sarabia o Julio Salinas.
El seu últim partit amb l'Athletic va ser el 15 de març del 1986 contra el Real Betis Balompié a l'edat de 35 anys. En total, va marcar 147 gols en 302 partits a primera divisió.
Com a internacional amb la selecció espanyola absoluta, Dani va jugar 25 partits i va marcar 10 gols, durant quatre anys i dos dies. Amb Espanya va jugar la Copa del Món de 1978, marcant 1 gol en un partit amb derrota davant d'Àustria, i l'Eurocopa de 1980, marcant 1 gol en un partit amb derrota davant d'Anglaterra.
També va disputar 3 partits amistosos amb la selecció del País Basc, marcant un total de 4 gols.
Actualment col·labora com a comentarista al programa radiofònic esportiu, Tiempo de Juego, de la Cadena COPE.

## Palmarès
- Lliga espanyola (Primera Divisió): 1982/83 i 1983/84.
- Copa d'Espanya (Copa del Rei): 1983/84
- Supercopa d'Espanya: 1984